# Furlà

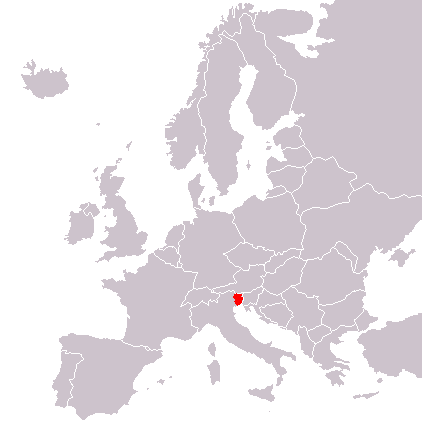
Identificació del domini lingüístic furlà en el marc general d'Europa

Bandera històrica del Friül

El furlà (a voltes conegut com a friülès, friülés o friülà, forma basada en la denominació italiana), en furlà furlan i lenghe furlane, és una llengua romànica que pertany a la branca lingüística retoromànica (vegeu qüestió ladina), i que es parla al Friül (Friûl, nord-est de l'estat italià, a la regió autònoma del Friül-Venècia Júlia). També és impròpiament anomenada ladí oriental, ja que té les mateixes arrels del ladí, encara que al llarg dels segles s'ha desenvolupat en diferents camins sota la influència de les llengües veïnes (alemany, vènet, eslovè) i, més recentment, de la llengua estatal, l'italià.
El cèlebre lingüista Graziadio Isaia Ascoli (Saggi ladini, 1873) fou el primer a establir científicament que el furlà, o el rètic en general (qüestió ladina), és una llengua romànica clarament individualitzada. Ho han anat demostrant fefaentment molts lingüistes posteriors; entre els recents, per exemple, Giovanni Frau (La lenghe furlane, 1972). Malgrat l'acord unànime de la romanística internacional, durant força temps bon nombre de lingüistes italians --amb suport estatal-- insistiren en la presumpta italianitat del furlà, i del rètic en general (qüestió ladina). Les proves científiques acabaren imposant-se, però, fins al punt que, reticentment, l'estat italià acabà reconeixent oficialment la lingüicitat tant del furlà com del ladí (llei 482/1999).
Per la banda occidental el furlà es delimita del vènet per la línia Livence-Tiliment. Tradicionalment s'ha considerat que el vènet s'interposa, així, entre el furlà i les altres parles rètiques/retoromàniques (és a dir, el ladí i el romanx). Darrerament, però, es reivindica que el dialecte cadorí, fronterer amb el furlà, no és pas una forma de vènet, sinó una variant zonal de ladí. En aquest cas, hi hauria contigüitat territorial entre ambdós blocs rètics.
La influència romànica patent en parles eslovenes extremoccidentals és essencialment d'origen furlà. L'ens que té el paper més important per a la promoció de la llengua furlana és l'Agjenzie Regjonâl pe lenghe furlane (ARLeF).

## Domini lingüístic
El domini lingüístic furlà (vegeu-ne el mapa, més amunt) comprèn:
- a) la major part de les províncies d'Udin (amb Udin, Dimpeç, Tumieç, Dignan, Çarvignan, Cividât, Palme, Aquilee, Tisane, etc.) i Pordenon (amb Pordenon, Manià, San Vît del Tiliment, etc.), així com la meitat septentrional de la província de Gurize (amb Gurize/Gorica, Gardiscje, Cormons, Caprive, etc.), totes tres dins la regió autònoma de Friül-Venècia Júlia (Friûl-Vignese Julie). Se n'exclouen, però:
- diversos illots de parla alemanya;
- l'extrem nord-oriental de la província d'Udin, on se superposen furlà, eslovè i alemany;
- la faixa extremoriental de les províncies d'Udin i de Gurize, de llengua eslovena;
- diversos territoris de predomini vènet i amb minoria furlana: d'una banda, el sector sud-occidental de la província de Pordenon (comarca de Sathil, en furlà Sacîl); de l'altra, l'illot costaner de Maràn (en furlà Maran), a la província d'Udin, i la meitat meridional de la de Gurize (amb Gravo, en furlà Grau, i la comarca de la Bisiacaria, amb Monfalcòn, en furlà Monfalcon).

- b) el Mandament di Puart, inclòs en províncies vènetes d'ençà 1838.

Històricament, el furlà també era la llengua del sector costaner de la província de Trieste, incloent-hi els centres urbans principals, Trieste (en furlà Triest) i Muja (en furlà Mugle). A cavall dels segles xviii i xix, el furlà fou substituït pel vènet en aquesta zona, arran de l'enorme influx demogràfic atiat pel desenvolupament comercial que hi impulsaven les autoritats austríaques. L'últim furlanòfon de la regió, Josef de Jurco, morí a Mugle el 1889.

## Dialectes
El furlà s'estructura territorialment en tres dialectes (delimitats al mapa del domini lingüístic, més amunt):
- furlà carni (furlan cjargnel), a la part septentrional de la província d'Udin (Càrnia, Cjargne), i característicament conservador;

- furlà occidental (furlan ocidentâl) o concordiès (concuardiês), o de la dreta del Tiliment, a la província de Pordenon;

- furlà centreoriental, el més extens i parlat, i base de l'estàndard, a la província de Gurize (furlan gurizan o furlan da bassa) i als sectors central i meridional de la província d'Udin (furlan centrâl).

## Característiques principals

### Fonologia

#### Vocalisme
Des del punt de vista fonològic, el furlà es caracteritza en primer lloc per la distinció entre vocals breus (vocâls curtis) i vocals llargues (vocâls lungjis); en ambdós casos la E i la O tenen variants oberta i tancada. En posició tònica es poden donar tant vocals breus com llargues (incloent-ne les variants oberta i tancada); en posició àtona tota vocal és breu (i tancada). Dit altrament: 
- el sistema vocàlic tònic és format per set vocals breus /i, ɛ, e, a, ɔ, o, u/ i set vocals llargues /iː, ɛː, eː, aː, ɔː, oː, uː/.
- el sistema vocàlic àton comprèn cinc vocals breus /a, e, i, o, u/.

L'oposició entre vocals tòniques breus i llargues forma parells mínims.
| Vocal breu             | Vocal llarga         |
| ---------------------- | -------------------- |
| lat ['lat] (llet)      | lât ['laːt] (llac)   |
| mes ['mes] (missatger) | mês ['meːs] (mes)    |
| mil ['mil] (mil)       | mîl ['miːl] (mel)    |
| poc ['pok] (empenta)   | pôc ['poːk] (poc)    |
| brut ['brut] (lleig)   | brût ['bruːt] (brou) |

Finalment, el sistema inclou les semivocals [i̯] i [u̯]. Exemples: mai ('més'), Codroip, taule ('taula'), Grau.

#### Consonantisme
El segon tret original del furlà, que el diferencia de la resta de les llengües romàniques, és la presència de les oclusives palatals /c/ i /ɟ/. Aquestes oclusives formen grups de parells mínims amb les oclusives velars i amb les africades palatals. Per exemple: cjoc ['cok] (borratxo), çoc ['tʃok] (soca) i coc ['kok] (ou).
Els fonemes consonàntics del furlà estan ordenats en la taula següent:
|                    | Bilabial | Labiodental | Alveolar | Postalveolar | Palatal | Velar |
| ------------------ | -------- | ----------- | -------- | ------------ | ------- | ----- |
| Oclusiva           | p b      |             | t d      |              | c ɟ     | k g   |
| Africada           |          |             | ts dz    | tʃ dʒ        |         |       |
| Nasal              | m        |             | n        |              | ɲ       |       |
| Fricativa          |          | f v         | s z      |              |         |       |
| Aproximant         |          |             | ɾ        |              |         |       |
| Lateral aproximant |          |             | l        |              |         |       |

Fonèticament existeix també la nasal [ŋ], que no té valor fonològic distintiu. En alguns dialectes existeixen també /ʃ/ i [ʒ] amb valor fonològicament distintiu.
El procés fonològic més important del furlà és l'ensordiment de les oclusives i fricatives en posició final de paraula. Per exemple: /grand/ → [grant], escrit grant, enfront del femení grande.

### Prosòdia
En furlà hi ha mots aguts (peraulis çoncjadis), plans (peraulis planis) i esdrúixols (peraulis sbrissulis).
Generalment són aguts els mots acabats en:
- diftong: ebreu ('hebreu, jueu'), museu ('museu')
- consonant (altra que els grups -in i -vocal + s): barbuç ('barba, mentó'), biel ('bell'), furlan ('furlà'), nazion ('nació'), talian ('italià'), antîc ('antic'), nevôt ('nebot'), citât ('ciutat'), ream ('regne, reialme'), leon ('lleó'), Invier ('hivern'), Friûl ('Friül'), Pordenon
- grup consonàntic: gjornalist ('periodista'), mudament ('mudament, canvi'), leons ('lleons'), Tiliment, Lusinç

Les excepcions s'accentuen gràficament.
Generalment són plans els mots acabats en:
- vocal (no diftongada): pari ('pare'), agne ('tia'), dolce ('dolça'), mari ('mare'), fradi ('germà'), amie ('amiga'), Judri
- --in: tasin ('callen'), cusirin ('cosírem', 'cosiren'), Udin
- --vocal + s: undis ('onze'), maris ('mares'), fradis ('germans'), paris ('pares'), amiis ('amigues')

N'hi ha força excepcions, però no s'accentuen gràficament: decim ('desè'), credit ('crèdit'), grafic ('gràfic'), triangul ('triangle'), ritmic ('rítmic'), sindic ('síndic, batlle'), marxisim ('marxisme'), Novembar ('novembre')...
Els mots esdrúixols poden presentar qualsevol terminació: amino? ('amen?' estimen?'), tasino? ('callen?'), silabe ('síl·laba'), lagrime ('llàgrima'), femine ('dona'), memorie ('memòria'), glesie ('església'), tecniche ('tècnica'), mediis ('mitjanes'), Indie ('Índia'), Vignesie ('Venècia')... Emperò, no s'accentuen gràficament.

### Morfosintaxi
Des del punt de vista morfològic, el furlà és una llengua flexiva, tal com la majoria de les romàniques.

#### Gènere
El furlà té dos gèneres: masculí i femení. El masculí sol acabar en consonant; el femení en -e (o, dialectalment, en -a). El femení es forma en la majoria dels casos afegint una –e al masculí.
| Masculí      | Femení         |
| ------------ | -------------- |
| fuart (fort) | fuarte (forta) |

#### Nombre
El furlà té dos nombres: singular i plural. Pel que fa a la formació del plural, els substantius i els adjectius es divideixen en dues classes. La primera forma el plural masculí afegint –s, la segona el forma per palatalització de la consonant final. La classe més nombrosa és la primera; la segona inclou només els noms masculins acabats en vocal + l i els acabats en vocal + st.
| Classe  | Singular                 | Plural                     |
| ------- | ------------------------ | -------------------------- |
| Primera | fradi ['fradi] (germà)   | fradis ['fradis] (germans) |
| Segona  | cjaval [ca'val] (cavall) | cjavai [ca'vaj] (cavalls)  |
| Segona  | trist ['trist] (dolent)  | triscj ['trisc] (dolents)  |

El plural del femení es forma sempre segons el model de la primera classe, és a dir, afegint una –s al singular (en la varietat estàndard, si el singular acaba en -e, també se substitueix la –e final amb -i).
| Singular             | Plural                  |
| -------------------- | ----------------------- |
| cjase ['caze] (casa) | cjasis ['cazis] (cases) |
| man ['maŋ] (mà)      | mans ['maŋs] (mans)     |
| val ['val] (cistell) | vals ['vals] (cistells) |

#### Pronoms
Una característica morfològica original del furlà és l'existència dels pronoms personals de subjecte tònics (forts) i àtons (febles). El pronom personal de subjecte àton forma part del verb i és proclític a la forma declarativa i enclític a la interrogativa.
| Declarativa    | Interrogativa   |
| -------------- | --------------- |
| o soi (soc)    | soio? (soc?)    |
| tu sês (ets)   | sêstu? (ets?)   |
| al è (ell és)  | isal? (ell és?) |
| e je (ella és) | ise? (ella és?) |
| o sin (som)    | sino? (som?)    |
| o sês (sou)    | seso? (sou?)    |
| a son (són)    | sono? (són?)    |

#### Verb
El sistema verbal furlà és força complex, ja que, a més de diferenciar morfològicament entre la forma declarativa i la interrogativa gràcies als pronoms personals de subjecte àtons, té temps verbals simples, compostos i "bicompostos". Els compostos es formen amb el participi passat del verb precedit per l'auxiliar jessi (ser) o vê (haver). Els bicompostos es formen amb el participi passat del verb precedit pel participi passat del verb vê (haver) i pel mateix auxiliar vê. Els temps bicompostos expressen l'ocasionalitat o la preterintencionalitat d'una acció.
En total el sistema verbal del furlà conté 47 temps.
| Temps                          | Exemple          | Traducció                                                                           |
| ------------------------------ | ---------------- | ----------------------------------------------------------------------------------- |
| Present declaratiu d'indicatiu | o feveli         | parlo                                                                               |
| Passat compost d'indicatiu     | o ai fevelât     | he parlat                                                                           |
| Passat bicompost d'indicatiu   | o ai vût fevelât | he tingut la possibilitat de parlar (literalment, i rar en català: he hagut parlat) |

### Lèxic
El lèxic furlà és majoritàriament d'origen llatí. La resta és formada per paraules d'origen prellatí (celta), germànic (llombard i alemany), eslau i, pel que fa als manlleus més recents, italià i anglès.
| Furlà   | Català   | Italià   |
| ------- | -------- | -------- |
| mari    | mare     | madre    |
| pari    | pare     | padre    |
| sûr     | germana  | sorella  |
| fradi   | germà    | fratello |
| ave     | àvia     | nonna    |
| von     | avi      | nonno    |
| taule   | taula    | tavola   |
| cjadree | cadira   | sedia    |
| peraule | paraula  | parola   |
| ruede   | roda     | ruota    |
| puint   | pont     | ponte    |
| fuart   | fort     | forte    |
| vues    | os       | osso     |
| cjavre  | cabra    | capra    |
| glesie  | església | chiesa   |
| flôr    | flor     | fiore    |
| plat    | plat     | piatto   |
| blave   | blat     | biada    |

## Exemples de fraseologia
- Bondì, o soi Zorç!
Bon dia, soc el Jordi!
- Ce âstu non?
Com et dius?
- Ce ore ise?
Quina hora és?
- Ti plasie la musiche catalane?
T'agrada la música catalana?
- O ai di lâ a cjase.
Haig d'anar cap a casa.

## Ortografia essencial

### Accentuació gràfica
S'hi usen dos accents gràfics: l'obert o greu (` acent grâf), sobre les vocals breus; i el circumflex (^ acent circonflès), sobre les vocals llargues.
S'accentuen gràficament:
- un grapat de monosíl·labs tònics amb vocal breu, amb funció diacrítica: à ('ha'), dì ('dia'), là ('allà'), etc., enfront a ('a'), di ('de'), la ('la'), etc.
- els mots aguts acabats en:
- vocal sola: sofà ('sofà'), tasê ('callar'), amâ ('amar, estimar'), amì ('amic'), cussì ('així'), però ('però')
- -in: tasìn ('callem'), amìn ('amem, estimem')
- -vocal + s: abàs ('a baix'), inglês ('anglès), procès ('procés'), pordenonês ('pordenonès'), curtìs ('coltell'), paîs ('país'), cusìs ('cosins'), Parîs ('París'), amîs ('amics')
- la vocal llarga de monosíl·labs tònics: lâ ('anar'), vê ('haver, tenir'), fîs ('fills'), lâc ('llac'), flôr ('flor'), ûf ('ou')
- la vocal llarga de mots aguts, encara que no calgui per a indicar-ne la tonicitat: citât ('ciutat'), culturâl ('cultural'), fevelât ('parlat'), Friûl, Timâf

En canvi, no s'accentuen gràficament els mots plans que contradiuen les normes prosòdiques generals (o sigui, que tenen terminacions pròpies de mot agut, vegeu-hi més amunt), ni tampoc els esdrúixols. En aquests casos, per a saber-ne la tonicitat cal conèixer el mot o cercar-lo al diccionari. Aquest punt és, certament, una incongruència ortogràfica, potser explicable sociolingüísticament per la interposició cultural dels usos ortogràfics italians (en què no s'accentuen els mots plans, perquè no cal, ni tampoc els esdrúixols, tot i que caldria).

### Apòstrof i contraccions
La llengua parlada presenta moltes elisions, però l'apòstrof només s'escriu per a representar l'elisió de l'article masculí singular davant vocal: l'arc ('l'arc'), enfront la acuile ('l'àguila', pronunciat [l'àkwile]).
Hi ha nombroses contraccions entre pronoms i articles; per exemple: dal ('del'), de ('de la'), dai ('dels'), des ('de les'), al ('al'), ai ('als'), pal ('pel'), pe ('per la'), cul ('amb el'), sul ('sobre el'), intune ('en una')...

### Ortografia de les consonants
Per motius pràctics, ens limitem a aquells aspectes que d'antuvi poden presentar algun tipus de dificultat per als catalanòfons; estalviem, doncs, els usos comuns entre furlà i català.
| So   | Grafia |
| ---- | --- |
| /k/  | generalment c; dígraf ch davant e, i; q davant diftong en algun topònim i en manlleus: calôr ('calor'), cori ('córrer'), cuatri ('quatre'), cuestion ('qüestió'), cuote ('quota'), sac ('sac'), clap ('roca'), scrit ('escrit'); chest ('aquest'), chi ('qui'); Aquilee, quiz |
| /c/  | dígraf cj: cjase ('casa'), cjaval ('cavall'), ancje ('també'), mancancje ('mancança`), pocji ('poques'), ducj '(tots'), Gardiscje, Cjargne |
| /g/  | generalment g; dígraf gh davant e, i: garp ('aspre'), gust ('gust'), glîr ('gir'), Grau; lenghe ('llengua'), antighe ('antiga'), buteghis ('negocis') |
| /ɟ/  | dígraf gj: gjat ('gat'), lungje ('llarga'), lungjis ('llargues'), gjoldi ('gaudir'), gjubil ('jovial') |
| /ɲ/  | dígraf gn: insegnant ('ensenyant'), agne ('tia'), ogni ('cada'), gnoc ('nyoqui'), gnûf ('nou'), Jugn ('juny'), Vignesie |
| /dʒ/ | z: zâl ('groc'), Zenâr ('gener'), zovin ('jove'), zûc ('joc') |
| /tʃ/ | generalment ç; c davant e, i: çavate ('sabata'), çoc ('soca'), piçul ('petit'), dolç ('dolç'), Çarvignan, Lusinç; cene ('sopar'), cîl ('cel'), citât ('ciutat'), Cividât |
| /z/  | entre vocals, s; s davant consonant sonora; 's en posició inicial: rose ('rosa'), glesie ('església'); sveâ ('desvetllar'); 'seminari ('seminari') |
| /s/  | generalment s; entre vocals, ss: sâl ('sal'), sort ('sord'), pordenonês, leons; passâ ('passar'), rosse ('roja') |
| /dz/ | z: benzine ('benzina') |
| /ts/ | z: iniziâ ('inicià, començar'), pazience ('paciència'), nazion ('nació'), zucar ('sucre'), Gurize |
| /j/  | generalment i; j en posició inicial: ploie ('pluja'), bataie ('batalla'); jerba ('herba') |

Coincidint amb l'ús italià, no s'utilitza la h muda etimològica; la h només s'usa, doncs, com a part integrant dels dígrafs ch i gh (equivalents dels dígrafs catalans qu i gu).
Endemés, en els cultismes es dona /ks/, ortografiat x: taxist ('taxista'), marxisim ('marxisme').

## Nombre de parlants
Les xifres més fiables i recents provenen d'una enquesta duta a terme per l'ARLeF el 2014 i publicada el 2015, segons la qual hi ha 470.000 parlants habituals i 150.000 d'ocasionals, mentre que vora el 90% de la població entén el furlà.
Segons el Gruppo di studio alpino di Bellinzona, als anys setanta hi havia 520.245 parlants; segons la Universitat del Friül, n'eren 700.000; i segons una enquesta de la revista Int furlane de l'abril del 1978, n'eren vora 900.000.
Segons dades de l'Euromosaic de la Universitat Oberta de Catalunya, a finals del segle xx la llengua era parlada per unes 526.649 persones (43,3% de la població de la regió autònoma, pràcticament tots bilingües). La major part dels parlants, 389.159, són a la província d'Udin (el 75% de la població), 103.303 a Pordenon (el 40,53% de la població) i 31.187 a Gurize (21,66%). Segons dades de la Universitat d'Udin, en la mateixa època els furlanòfons n'eren uns 400.000.
També es calcula que hi ha vora 700.000 furlans fora del país, repartits entre les grans ciutats italianes, l'Amèrica del Sud (principalment l'Argentina i l'Uruguai), a Toronto (uns 30.000) i Alemanya. A totes hi ha organitzacions com Famee Furlane (Família Furlana) o Fogolâr Furlan (Llar Furlana), potser unes 50 arreu del món.

## Municipis oficialment furlanòfons
La delimitació oficial del domini lingüístic furlà s'establí mitjançant un seguit de decrets adoptats entre 1996 i 2003, i inclou el Mandament di Puart (administrativament del Vèneto). La toponímia normativa en furlà fou fixada oficialment el 2002, amb revisions al 2009 i 2014.
Convé explicitar que set municipis reputats com a furlanòfons no figuren en la llista oficial, per diversos motius.
Entre els municipis furlanòfons més notoris per uns motius o altres destaquen, per comarques historicogeogràfiques:
- a la Càrnia (Cjargne): Tumieç, Dimpeç, Comelians, Sauris/Zahre, Sudri.
- al Canâl dal Fier: les trilingües (furlà-eslovè-alemany) Tarvis/Trbiž, Pontêbe/Tablija/Pontafel i Malborghet e Valbrune/Naborjet-Ovčja ves/Malborgeth-Wolfsbach.
- a les Dolomites Furlanes (Dolomitis Furlanis): Manià, Frisanc, Nert e Cjas, Cimolais.
- al Pordenonès (Friûl di là da l'Aghe): Pordenon.
- a la conca del Tor: Glemone, Tarcint, Faedis/Fojda.
- al Friül Central (Friûl di Mieç): Udin, Cjampfuarmit.
- a la conca del Tiliment: Dignan, San Denêl, San Vît del Tiliment, Spilimberc.
- a la Ribera Baixa (Basse Furlane): Aquilee, Çarvignan, Tisane, Palme, Codroip, Dael, Trivignan, Roncjis, Barcis, Pinçan, Palaçûl.
- a la conca del Nadison: Cividât/Čedad.
- a Gurize e Gardiscje: Gurize/Gorica, Gardiscje, Cormons/Krmin, Caprive.
- al Mandament di Puart: Puart.

Per als topònims aplicats en furlà a aquells municipis del Friül oficialment considerats de majoria eslovena, venetòfona o germanòfona, vegeu Exotopònims furlans de municipis al·lòfons del Friül.

## Literatura
Hi ha poemes i treballs en furlà pels volts del 1300, mentre que els primers documents n'aparegueren ja al segle xi. Al segle xx hi va haver una revifalla del conreu escrit de la llengua que encara dura avui dia; un dels seus protagonistes va ser Pier Paolo Pasolini.

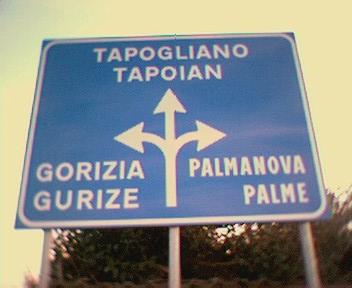
Cartell de senyalització bilingüe

## Normativització
Durant molt anys el furlà tingué diversos sistemes ortogràfics en competició. La normativització ortogràfica del furlà és relativament recent: l'ortografia unitària (grafie uficiâl de lenghe furlane), basada en la proposta del lingüista català Xavier Lamuela, amb suport oficial (províncies de Pordenon i Gurize) d'ençà 1986 (acord de 15 de juliol), fou reconeguda oficialment per la presidència de la regió autònoma el 1996 (decret de 25 d'octubre). És la base del furlà estàndard (furlan standard o furlan normalizât).

## Reconeixement oficial
El 1981 el furlà començà a tenir un relatiu suport oficial en l'àmbit de la regió administrativa, mentre que l'estat italià, com a tal, no havia renunciat obertament a la línia mussoliniana de considerar les parles rètiques com a dialectes de la llengua italiana. La llei regional 68/1981 (8 setembre) preveia molt genèricament "attività rivolte alla tutela e alla valorizzazione delle lingue, culture e parlate locali". La llei regional 15/1996 (22 març), Norme per la tutela e la promozione della lingua e della cultura friulane e istituzione del servizio per le lingue regionale e minoritarie, per primera volta d'ençà l'Imperi austrohongarès, reconeixia el furlà com a llengua i obria la possibilitat d'usar-lo en administracions locals, toponímia, ensenyament i mitjans de comunicació. Actualment l'ha substituïda la llei regional 29/2007, Norme per la tutela, valorizzazione e promozione della lingua furlana. La llei de 1996 creà l'Osservatori pe lenghe e pe cultura furlanis, ampliat el 2005 com a Agjenzie Regionâl pe lenghe furlane (ARLeF).
No fou sinó al cap de molts anys de combat polític que l'estat italià reconegué oficialment l'existència de tota una sèrie de comunitats lingüístiques autòctones, entre d'altres la furlana, mitjançant la llei estatal 482/1999 (15 desembre), Norme in materia di tutela delle minoranze linguistiche storiche, la qual permeté l'ingrés d'aqueixes llengües en l'administració i l'ensenyament, tot i que tímidament i amb extrema lentitud. En ser llei d'àmbit estatal, també permetia cobrir els furlanòfons de Puart, i fins i tot les comunitats furlanòfones d'un cert gruix establertes en altres dominis lingüístics.
Remarquem que, si bé es tracta d'un avenç històric en comparació amb la situació anterior, aquest corpus legal no comporta pas cap reconeixement de drets polítics col·lectius: se circumscriu estrictament al camp lingüisticocultural. En aquest marc es limita a eliminar dificultats afegides al desenvolupament de les anomenades "llengües minoritàries"; però no es planteja en cap cas d'equiparar-les a l'única llengua que continua sent pròpiament oficial, l'italià. D'altra banda, força autoritats -–sobretot l'administració central— apliquen aqueixa legislació amb morositat sospitosa, la infrafinancen o l'obstaculitzen.
La delimitació oficial del domini lingüístic furlà s'establí mitjançant un seguit de decrets adoptats entre 1996 i 2003, i inclou el Mandament di Puart (administrativament del Vèneto).
La toponímia normativa en furlà fou fixada oficialment el 2002, amb revisions del 2009 i 2014.

## Normalització
Com ja era tradicional, es fan diverses activitats culturals (teatre, grups musicals, cinemes) en llengua furlana. A més, i gràcies a la protecció legal (bé que tímida) i a algunes fonts de finançament oficials (tot i que insuficients i repetidament reduïdes), en els darrers anys s'ha vist créixer l'ús del furlà en el camp de la cultura i de la informació.

### Ensenyament
Pel que fa a l'ensenyament, el furlà hi és molt poc present. Des de 1999 el furlà és assignatura optativa a les llars d'infants, a les escoles de primària i a les secundàries. La Societât Filologjiche Furlane organitza des de 1952 cursos de furlà per a adults.
Des del 1975 també hi ha un curs de furlà per a adults a la Universitat d'Udin, universitat que actualment té el furlà com una de les llengües de producció d'estudis.

### Retolació

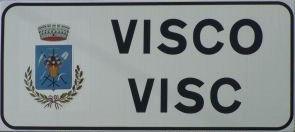
Toponímia bilingüe a Visc

Des del 2004 els rètols italians de les carreteres se substitueixen per versions bilingües. Han passat més de trenta anys des de la instal·lació del primer rètol en italià i friül, i des de finals de 2007 la qüestió de la doble redacció està regulada per una llei autonòmica La província de Gurize està col·locant senyalització bilingüe (italià/furlà) en els municipis furlanòfons, i trilingüe (italià/furlà/eslovè) en totes les zones en què també hi ha la minoria lingüística eslovena.

### Premsa, ràdio, televisió i Internet
No hi ha diaris en furlà. Les revistes més importants són Int furlane (1966) i La Patrie dal Friûl (1946), mensuals; Il diari (2007), quinzenal gratuït; els anuaris Gnovis pagjinis furlanis (de la Union Scritôrs Furlans) i Il strolic furlan (1867); i les de la Società filologica friulana/Societât Filologjiche Furlane, Ce fastu? (acadèmica, d'ençà 1920) i Sot la nape (literària, d'ençà 1948). Apareixen seccions en furlà al setmanari Il Friuli, al setmanari catòlic La vita i en el diari Messaggero veneto-Giornale del Friuli. Fora del Friül, la comunitat furlana de Bozen (Bolçan en furlà) disposa d'espais en furlà en la pàgina setmanal dedicada a la comunitat ladina del periòdic de llengua italiana Alto Adige.
Pel que fa a la ràdio, s'emeten unes quaranta hores setmanals en furlà: l'emissora privada Radio Onde Furlane emet de setanta a vuitanta hores a la setmana, íntegrament en furlà, des de fa deu anys, amb 35.000 oients. Radio stereo Carnia i Radio Spazio 103 emeten alguns programes en furlà, com fa també l'antena local de la ràdio pública RAI (el programa La specule un cop a la setmana, i alguns minuts diumenges al matí, en general programes d'entreteniment).
A la televisió hi ha un breu noticiari diari, a la nit, en Telefriuli i Telepordenone.
Hi ha bon nombre de llocs web en furlà, mantinguts bé per entitats lingüisticoculturals, bé per particulars. Els webs de les administracions regional, provincials i municipals han de mantenir versions furlanes, ni que siguin parcials (si més no, teòricament). El lloc web del club de futbol de l'Udinese calcio és disponible en idioma furlà.

### Estudis sobre la llengua
- Paola Benincà, Laura Vanelli, Linguistica friulana, Unipress, Padova, 2005.
- Franc Fari (ed.), Manuâl di lenghistiche furlane, Forum, Udine, 2005.
- Giuseppe Francescato, Dialettologia friulana, Società Filologica Friulana, Udine,1966.
- Giovanni Frau, I dialetti del Friuli, Società Filologica Friulana, Udine, 1984.
- Sabine Heinemann, Studi di linguistica friulana, Società Filologica Friulana, Udine, 2007.
- Carla Marcato, Friuli-Venezia Giulia, Laterza, Roma - Bari, 2001.
- Piera Rizzolati, Elementi di linguistica friulana, Società Filologica Friulana, Udine, 1981.
- Paolo Roseano, La pronuncia del friulano standard: proposte, problemi, prospettive, Ce Fastu?, LXXXVI (2010), n. 1, p. 7-34.
- Paolo Roseano, Suddivisione dialettale del friulano. In: S. Heinemann, L. Melchior (eds.), Manuale di linguistica friulana. De Gruyter Mouton, Berlin, 2015, pp. 155–186.
- Federico Vicario (ed.), Lezioni di lingua e cultura friulana, Società Filologica Friulana, Udine, 2005.
- Federico Vicario, Lezioni di linguistica friulana, Forum, Udine, 2005.

### Gramàtiques en grafia normativa
- William Cisilino (cur.). LeAm, Lessic Aministratîf, Manuâl, Grafie Formulari Dizionari. Udin: Provincie di Udin, 2004.
- La grafie uficiâl de lenghe furlane. Udin: Regjon Autonome Friûl–Vignesie Julie, 2002.
- Anna Madriz, Paolo Roseano. Scrivere in friulano. Udine: Società filologica friulana, 2006.
- Fausto Zof. Gramatiche pratiche de lenghe furlane. Udine: Messaggero veneto, 2002.

### Gramàtiques en grafies no normatives
- Giovanni Battista Della Porta. Grammatica friulana pratica. Udine: Tipografia D. Del Bianco e Figlio, 1922.
- Giorgio Faggin. Grammatica friulana. Campoformido (Udine): Ribis, 1997.
- Xavier Lamuela (cur.). La grafie furlane normalizade. Udin: Aministratsion Provinciâl di Udin, 1987. [Base de la posterior ortografia normativa]
- Giuseppe Marchetti. Lineamenti di grammatica friulana. Udine: Società filologica friulana, 1952.
- Zuan Nazzi Matalon. Marilenghe, gramatiche furlane. Udin: Institût di Studis Furlans, 1977.

### Diccionaris
- Grant dizionari bilengâl talian–furlan. Udin: Regjon Autonome Friûl–Vignesie Julie, 2004-2011.
- Sandri Carrozzo DOF, dizionari ortografic talian-furlan/furlan-talian. Udin: Serling, 2008.
- Sandri Carrozzo DOF piçul, dizionari ortografic talian-furlan/furlan-talian. Udin: Serling, 2010.
- Federico Vicario, Paolo Roseano, Vocabolari furlan. Udin; Societât Filologjiche Furlane, Udin, 2010.

### Cursos
- Adriano Ceschia. Dut par furlan. Udine: Il Friuli, 1999.
- Luzian Verone. Lezions Furlanis. Udin: Societât Filologjiche Furlane, 2002.
- Fausto Zof. La nestre lenghe: eserciziari di furlan. Udin: Societât Filologjiche Furlane, 2004.
- Stefania Garlatti-Costa, Roberta Melchior. LENGHE: cors di furlan. Udin: Consorzi Universitari dal Friûl, 2008.
- Sandri Carrozzo. Cors di grafie furlane. Udin: Serling, 2009.